# Tetley's Bitter
Tetley’s Bitter is een Brits bier, heden ten dage gebrouwen door de Britse afdeling van Carlsberg. Het werd oorspronkelijk sedert 1822 door de Tetley Brewery uit Leeds gebrouwen, totdat deze brouwerij in 2011 door Carlsberg werd overgenomen. Het bier wordt in twee varianten op de markt gebracht, waarbij Tetley’s Original Bitter in blikken met een kunststof balletje wordt verkocht. De standaardvariant, die normaliter in pubs als cask ale verkrijgbaar is, heeft een alcoholpercentage van 3,6%, de versie die in pubs als cask ale wordt verkocht bevat 3,7% en de zogenaamde ‘traditionele’ bitter, die in supermarkten wordt verkocht, heeft 3,8% alcoholpercentage.
Tetley’s Bitter heeft een rode kleur en smaakt naar mout. De cask ale-variant heeft een typerende bittere smaak van Engelse hop.